# Robert Bridges
Pour les articles homonymes, voir Bridges.
Robert Seymour Bridges, né le 23 octobre 1844, mort le 21 avril 1930, est un poète anglais, poète lauréat à partir de 1913 et membre de l'Ordre du Mérite.

## Biographie
Bridges naît à Walmer, dans le Kent, et étudie au collège d'Eton et au Corpus Christi College d'Oxford. Il suit des études de médecine à l'hôpital St Bartholomew's de Londres et commence à pratiquer avant l'âge de quatorze ans et se retire pour écrire de la poésie. Il devient ensuite médecin assistant à l'hôpital pour enfants Great Ormond Street et médecin au Great Northern hospital, quand une infection pulmonaire le contraint à se retirer en 1882. À partir de cette date, il se consacre à l'écriture et à la recherche littéraire,.
L'œuvre littéraire de Bridges a commencé bien avant son retrait, avec son premier recueil de poèmes, publié en 1873. En 1884, il se marie avec Monica Waterhouse, fille d'Alfred Waterhouse, et passe le reste de sa vie retiré à la campagne, d'abord à Yattendon, dans le Berkshire, puis à Boar's Hill, à Oxford, où il meurt. Il est le père de la poétesse Elizabeth Daryush et d'Edward Bridges, et le grand-père du diplomate Thomas Bridges.

## Œuvre littéraire
Comme poète, Bridges occupe une place à part dans la production poétique anglaise moderne, mais son œuvre a eu une grande influence dans un cercle restreint, par sa contrainte, sa pureté, sa précision et sa délicatesse, non dénuée d'une grande force d'expression. Elle incarne une théorie distincte de la prosodie.
Dans La Prosodie de Milton, il suit une approche empirique pour examiner l'emploi du vers blanc chez Milton et développe la théorie controversée que la pratique de Milton était essentiellement syllabique. Il considère le vers libre trop limité. Expliquant sa position dans l'essai "Humdrum and Harum-Scarum", il maintient que la prosodie anglaise dépend du nombre d'"efforts" dans une ligne, non du nombre de syllabes, et que la poésie devrait suivre les règles du discours naturel. Ses propres efforts de vers "libres" aboutissent aux poètes qu'il qualifie de "syllabiques néo-miltoniens", réunis dans New Verse (1925). La métrique de ces poèmes est basée sur des syllabes plutôt que des accents ; il l'emploie également dans le long poème philosophique The Testament of Beauty (1929), pour lequel il est décoré de l'ordre du Mérite. Ses poèmes les plus connus appartiennent cependant aux deux premiers volumes des Shorter Poems (1890 et 1894). Il a également écrit des pièces en vers, qui ont eu un succès limité, et des textes de critique littéraire, notamment une étude de l'œuvre de John Keats,.
Bien que nommé poète lauréat en 1913, Bridges n'a jamais un poète très connu du public et n'a acquis une grande popularité que peu avant sa mort avec The Testament of Beauty. Cependant, ses vers ont été adaptés par de nombreux grands compositeurs de l'époque. Parmi eux, on peut nommer Hubert Parry, Gustav Holst, puis Gerald Finzi.
Au Corpus Christi College, Bridges s'est lié d'amitié avec Gerard Manley Hopkins, qui est maintenant considéré comme un poète supérieur, mais qui doit sa renommée actuelle aux efforts de Bridges lors de la préparation de la publication posthume de ses vers (1916).
Sa poésie a d'abord été imprimée dans un cadre privé et s'est acquise lentement un petit cercle d'admirateurs. Une édition complète de ses Œuvres poétiques (6 vols.) a été publiée en 1898-1905. Ses principaux volumes sont Prometheus (Oxford, 1883, imprimé à titre privé), un "masque à la façon grecque" ; Eros and Psyche (1885), une adaptation de l'histoire d'Apulée ; The Growth of Love, une série de 69 sonnets imprimés pour une circulation privée en 1876 et en 1889 ; Shorter Poems (1890) ; Nero (1885), une tragédie historique, dont la seconde partie est parue en 1894 ; Achilles in Scyros (1890), un drame ; Palicio (1890), un drame romantique à la manière élisabéthaine ; The Return of Ulysses (1890), un drame en cinq actes ; The Christian Captives (1890), une tragédie reprenant le sujet de El Principe Constante de Calderon ; The Humours of the Court (1893), une comédie tirée de El secreto á voces, du même dramaturge, et de El Perro del hortelano, de Lope de Vega ; The Feast of Bacchus (1889), en partie traduite de l'Heauton-Timoroumenos de Térence ; Hymns from the Yattendon Hymnal (Oxford, 1899) ; et Demeter, a Mask (Oxford, 1905).

### Hymnodie

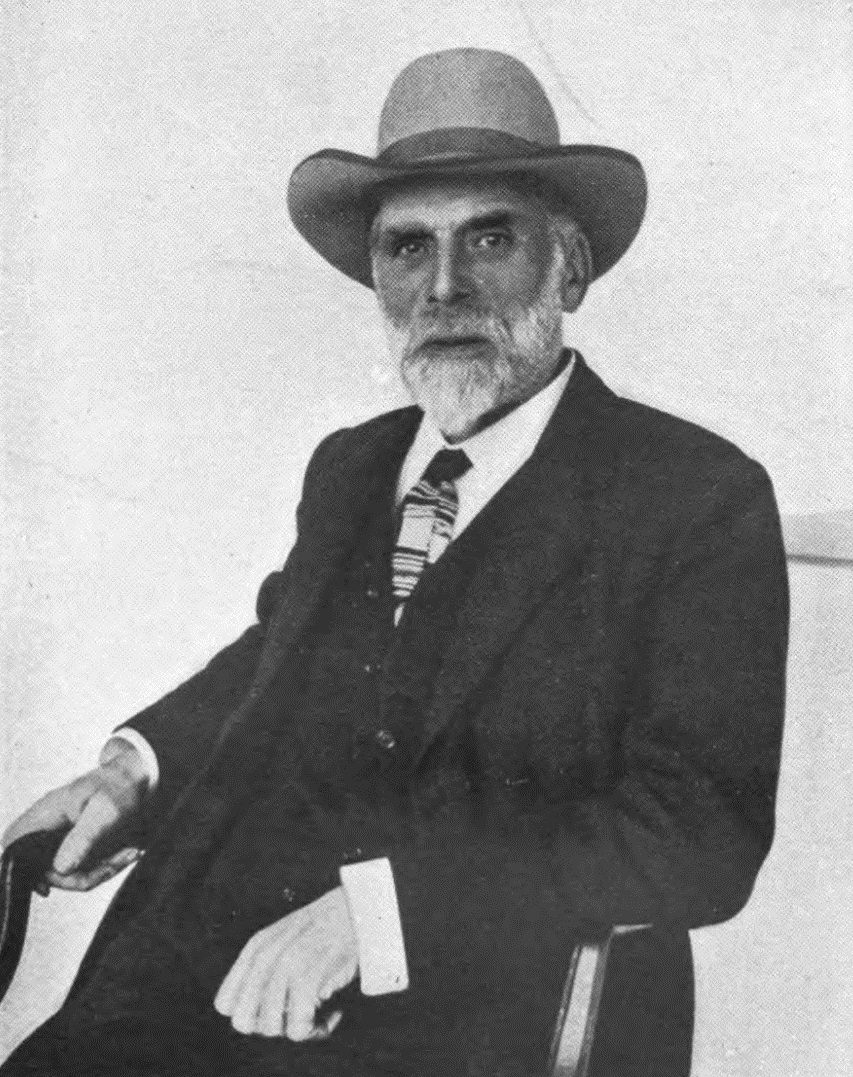
Robert Bridges

Bridges a contribué de manière importante à l'hymnodie avec la publication en 1899 de son Yattendon Hymnal, qu'il a créé spécifiquement pour des raisons musicales. Ce recueil d'hymnes, bien qu'il n'ait pas été un succès financier, a ouvert un pont entre l'hymnodie victorienne et la fin de la deuxième moitié du XIXe siècle et l'hymnodie moderne du début du XXe siècle. 
Bridges a traduit des hymnes historiques importants, dont un grand nombre ont été intégrés dans Songs of Syon (1904) et le tardif English Hymnal (1906). Nombre de traductions de Bridges sont toujours utilisées aujourd'hui :
- Ah, Holy Jesus (Johann Heermann, 1630)
- All My Hope on God Is Founded (Joachim Neander, vers 1680)
- Jesu, Joy of Man's Desiring (Martin Jahn, 1661)
- O Gladsome Light (Phos Hilaron)
- O Sacred Head, sore wounded (Paulus Gerhardt, 1656)
- O Splendour of God's Glory Bright (Ambroise de Milan, IVe siècle)
- When morning gilds the skies (stance 3, Katholisches Gesangbuch, 1744)[6]

## Poèmes
- London Snow

### Melancholia
| Melancholia |       |
| The sickness of desire, that in dark days Looks on the imagination of despair, Forgetteth man, and stinteth God his praise; Nor but in sleep findeth a cure for care. Incertainty that once gave scope to dream Of laughing enterprise and glory untold, Is now a blackness that no stars redeem, A wall of terror in a night of cold. |       |
| Fool! thou that hast impossibly desired |       |
| And now impatiently despairest, see How nought is changed: Joy's wisdom is attired Splended for others' eyes if not for thee: Not love or beauty or youth from earth is fled: If they delite thee not, 'tis thou art dead. |       |
| | [ 7 ] |

### The Evening Darkens Over
| The Evening Darkens Over |       |
| THE evening darkens over After a day so bright, The windcapt waves discover That wild will be the night. There's sound of distant thunder.           |       |
| The latest sea-birds hover Along the cliff's sheer height; As in the memory wander Last flutterings of delight, White wings lost on the white.       |       |
| There's not a ship in sight; And as the sun goes under, Thick clouds conspire to cover The moon that should rise yonder. Thou art alone, fond lover. |       |
| | [ 8 ] |

## Alphabet phonétique

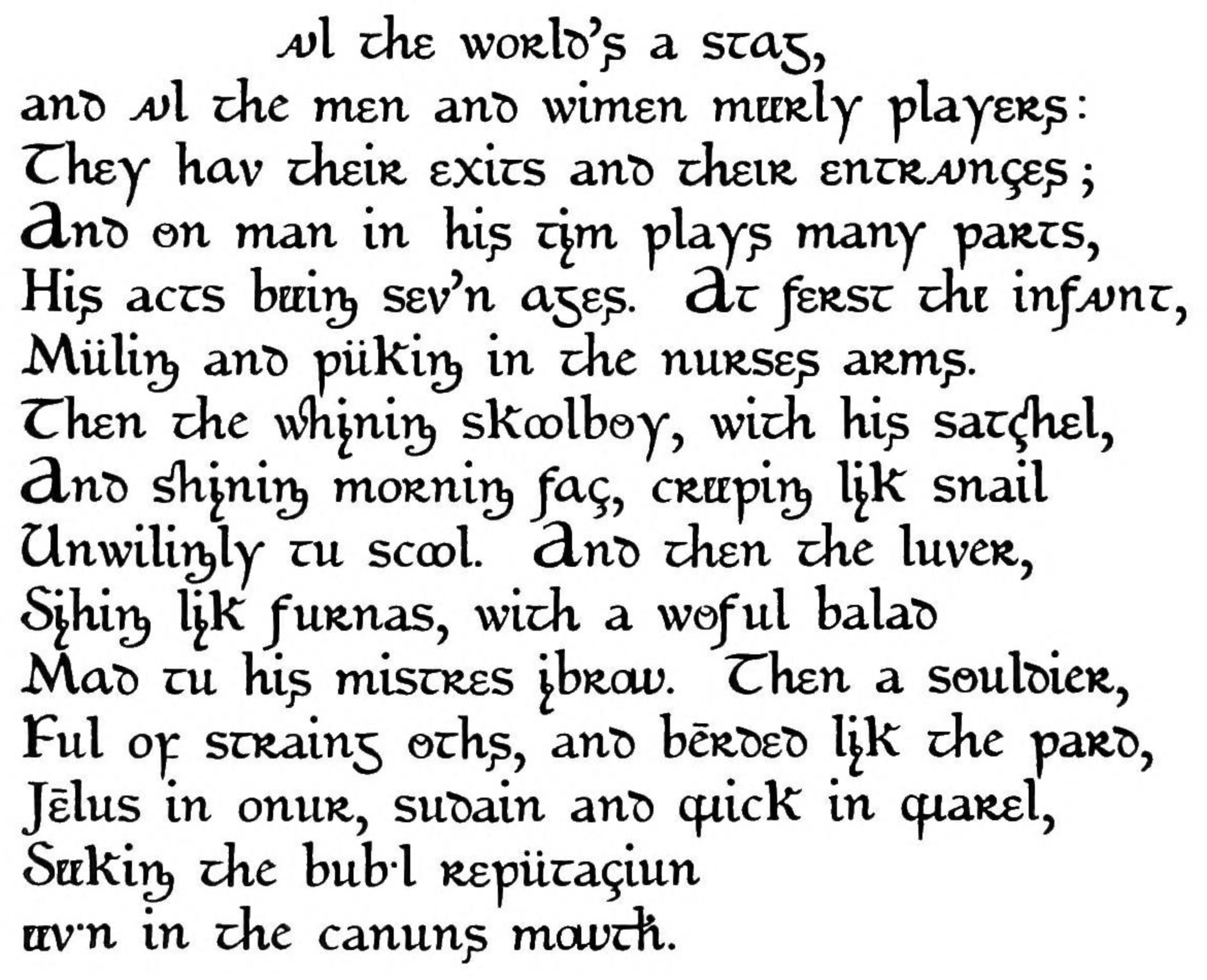
All the World’s a Stage de William Shakespeare, écrit avec l’alphabet phonétique de Robert Bridges.

Bridges a développé un alphabet phonétique, l’aide du phonéticien David Abercrombie (en), pour l’écriture de l’anglais. Il le présente dans Essays and studies by members of the English Association publié en 1910, et une nouvelle fois dans A tract on the present state of English pronunciation en 1913, contenant des exemples dessinés par Edward Johnston. Robert Bridges et, après sa mort, Monica Bridges, utilisent son alphabet dans quelques volumes de ses Collected Essays, Papers, Etc., avec des formes de lettres ajustées avec l’aide d’Alfred Fairbank, et publiés avec des caractères conçus par Stanley Morison à la Monotype Corporation de Londres.

## Œuvres principales

### Poésie
- The Growth of Love (1876;1889)
- Prometheus the Firegiver: A Mask in the Greek Manner (1884)
- Nero (1885)
- Eros and Psyche: A Narrative Poem in Twelve Measures (1885;1894). Une histoire tirée d'Apulée.
- Return of Ulysses (1890)
- Shorter Poems, livres I - IV (1890)
- Shorter Poems, livres I - V (1894)
- Ibant Obscuri: An Experiment in the Classical Hexameter
- The Necessity of Poetry (1918)
- October and Other Poems (1920)
- New Verse (1925)
- The Tapestry: Poems (1925)
- The Testament of Beauty (1929-1930)[12]

### Critique et Essais
- Milton's Prosody, With a Chapter on Accentual Verse (1893)
- Keats (1895)
- The Spirit of Man (1916)
- Collected Essays, Papers, Etc. (1927-1936)